# W. S. Merwin
William Stanley Merwin (cidade de Nova Iorque, 30 de setembro de 1927 - Haiku-Pauwela, 15 de março de 2019) foi um poeta americano. Durante o movimento antiguerra em 1960, a arte original de Merwin caracterizou-se tematicamente por uma narrativa indireta, sem pontuação. Na década de 1980 e na de 1990, a influência literária de Merwin derivou de seu interesse pela filosofia budista e ecologia profunda. Residindo no Havaí, escreve prolificamente e se dedica à restauração das florestas úmidas das ilhas.
Merwin recebeu muitas homenagens, incluindo o Prémio Pulitzer de Poesia (em 1971 e também em 2009) e o Prêmio Tanning de Poesia, criado em 1994 pela pintora Dorothea Tanning e uma das maiores honrarias da Academia de Poetas Americanos, assim como a Coroa de Ouro da Struga Poetry Evenings.

### Poesia
Coleções
- 1952: A Mask for Janus, New Haven, Connecticut: Yale University Press; recebeu o Yale Younger Poets Prize, 1952 (reimpresso como parte dos primeiros quatro livros de poemas, 1975)
- 1954: The Dancing Bears, New Haven, Connecticut: Yale University Press (reimpresso como parte dos Primeiros Quatro Livros de Poemas, 1975)
- 1956: Green with Beasts, Nova York: Knopf (reimpresso como parte dos Primeiros Quatro Livros de Poemas, 1975)
- 1960: The Drunk in the Furnace, Nova York: Macmillan (reimpresso como parte dos Primeiros Quatro Livros de Poemas, 1975)
- 1963: The Moving Target, Nova York: Atheneum
- 1966: Collected Poems, Nova York: Atheneum
- 1967: The Lice, Nova York: Atheneum; (reimpresso em 2017, Port Townsend, Washington: Copper Canyon Press)[1]
- 1969: Animae, San Francisco: Kayak
- 1970: The Carrier of Ladders, Nova York: Atheneum[2]
- 1970: Signs, illustrated by A. D. Moore; Iowa City, Iowa: Stone Wall Press
- 1973: Writings to an Unfinished Accompaniment, Nova York: Atheneum
- 1975: The First Four Books of Poems, contendo A Mask for Janus, The Dancing Bears, Green with Beasts, e The Drunk in the Furnace, Nova York: Atheneum; (reimpresso em 2000, Port Townsend, Washington: Copper Canyon Press)
- 1977: The Compass Flower, Nova York: Atheneum
- 1978: Feathers From the Hill, Iowa City, Iowa: Windhover
- 1982: Finding the Islands, San Francisco: North Point Press
- 1983: Opening the Hand, Nova York: Atheneum
- 1988: The Rain in the Trees, Nova York: Knopf
- 1988: Selected Poems, Nova York: Atheneum
- 1993: Travels: Poems, Nova York: Knopf- vencedor do Prêmio de Poesia Lenore Marshall de 1993
- 1996: The Vixen: Poems, Nova York: Knopf
- 1997: Flower and Hand: Poems, 1977–1983 Port Townsend, Washington: Copper Canyon Press
- 1998: The Folding Cliffs: A Narrative, a "romance em verso" Nova York: Knopf
- 1999: The River Sound: Poems, Nova York: Knopf
- 2001: The Pupil, Nova York: Knopf
- 2005: Migration: New and Selected Poems, Port Townsend, Washington: Copper Canyon Press
- 2005: Present Company, Port Townsend, Washington: Copper Canyon Press
- 2008: The Shadow of Sirius, Port Townsend, Washington: Copper Canyon Press[3] 2009: Tarset, Northumberland, UK: Bloodaxe Books
- 2014: The Moon Before Morning, Port Townsend, Washington: Copper Canyon Press; Hexham, Northumberland, UK: Bloodaxe Books[4]
- 2016: Garden Time, Port Townsend, Washington: Copper Canyon Press; Hexham, Northumberland, UK: Bloodaxe Books
- 2017: The Essential W. S. Merwin, Port Townsend, Washington: Copper Canyon Press

### Prosa
- 1970: The Miner's Pale Children, Nova York: Atheneum (reimpresso em 1994, Nova York: Holt)
- 1977: Houses and Travellers, Nova York: Atheneum (reimpresso em 1994, Nova York: Holt)
- 2002: The Mays of Ventadorn, National Geographic Directions Series; Washington: National Geographic
- 2004: The Ends of the Earth, ensaios, Washington: Shoemaker & Hoard

### Roteiros
- 1956: Darkling Child (com Dido Milroy)
- 1957: Favor Island
- 1961: The Gilded West,

### Traduções
- 1959: The Poem of the Cid, London: Dent (Edição americana, 1962, Nova York: New American Library)
- 1960: The Satires of Persius, Bloomington, Indiana: Indiana University Press
- 1961: Some Spanish Ballads, London: Abelard (Edição americana: Spanish Ballads, 1961, Nova York: Doubleday Anchor)
- 1962: The Life of Lazarillo de Tormes: His Fortunes and Adversities, a Spanish novella; Nova York: Doubleday Anchor
- 1963: The Song of Roland
- 1969: Selected Translations, 1948–1968, Nova York: Atheneum
- 1969: Twenty Love Poems and a Song of Despair, poemas de Pablo Neruda; Londres: Jonathan Cape (reimpresso em 2004 com uma introdução de Christina Garcia, Nova York: Penguin Books)
- 1969: Products of the Perfected Civilization, Selected Writings of Chamfort; Nova York: Macmillan
- 1969: Voices: Selected Writings of Antonio Porchia, Chicago: Follett (reimpresso em 1988 e 2003, Port Townsend, Washington: Copper Canyon Press)
- 1969: Transparence of the World, poems by Jean Follain, Nova York: Atheneum (reimpresso em 2003, Port Townsend, Washington: Copper Canyon Press)
- 1971: "Eight Quechua Poems", The Hudson Review[5]
- 1974: Osip Mandelstam: Selected Poems (com Clarence Brown), Nova York: Oxford University Press (reimpresso em 2004 as The Selected Poems of Osip Mandelstam, Nova York: The Nova York Review of Books)
- 1977: Sanskrit Love Poetry (com J. Moussaieff Masson), Nova York: Columbia University Press (publicado em 1981 como Peacock's Egg: Love Poems from Ancient India, San Francisco: North Point Press)
- 1977: Vertical Poetry, poemas de Roberto Juarroz; San Francisco: Kayak (reimpresso em 1988; San Francisco: North Point Press)
- 1978: Euripides' Iphigeneia at Aulis (com George E. Dimock Jr.), Nova York: Oxford University Press
- 1979: Selected Translations, 1968–1978, Nova York: Atheneum
- 1981: Robert the Devil, uma peça anônima francesa; com uma introdução do tradutor; Iowa City, Iowa: Windhover
- 1989: Sun at Midnight, poemas de Musō Soseki (com Soiku Shigematsu)
- 2000: Purgatorio da The Divine Comedy de Dante; Nova York: Knopf
- 2002: Gawain and the Green Knight, a New Verse Translation, Nova York: Knopf; 2003: Tarset, Northumberland, UK: Bloodaxe Books
- 2013: Sun At Midnight, poemas de Muso Soseki, Port Townsend, Washington: Copper Canyon Press (com Soiku Shigematsu) (atualizado e reeditado)[4]

### Como editor
- 1961: West Wind: Supplement of American Poetry, London: Poetry Book Society
- 1996: Lament for the Makers: A Memorial Anthology (compilador), Washington: Counterpoint